# Ambonese brilvogel
De Ambonese brilvogel (Zosterops kuehni) is een zangvogel uit de familie Zosteropidae (brilvogels). Deze brilvogel werd in 1906 door Ernst Hartert geldig als nieuwe soort beschreven (de in 1877 verzamelde exemplaren van het Rijksmuseum van Natuurlijke Historie waren gedetermineerd als papoeabrilvogels). 

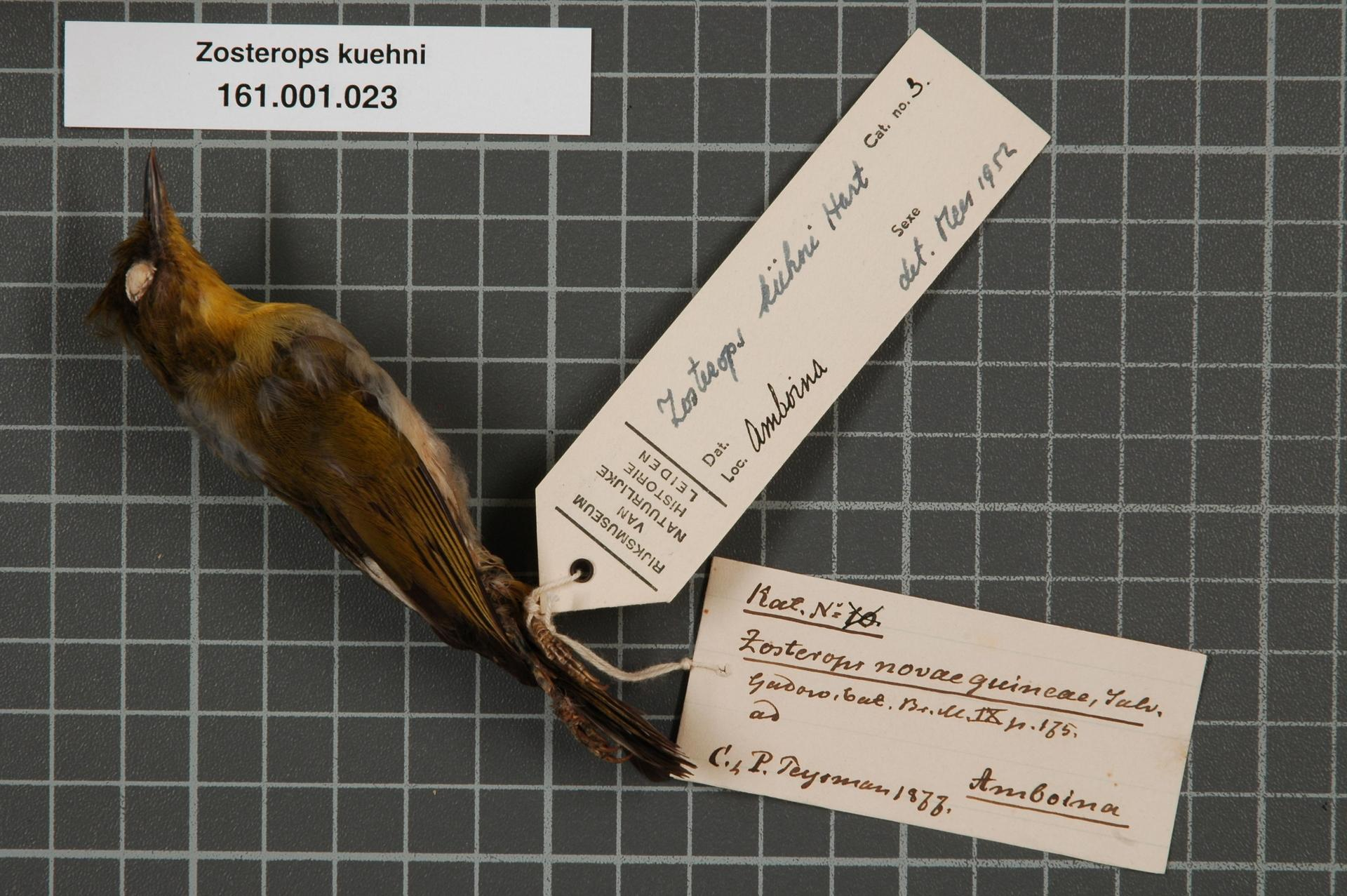
Balg uit 1877 uit het Rijksmuseum van Natuurlijke Historie, verzameld door Teijsman en toen gedetermineerd als papoeabrilvogel.

## Kenmerken
De vogel is 12 cm lang. De vogel is van boven olijfgroen. Zoals de meeste brilvogels heeft de vogel een witte ring om het oog. Die ring wordt onderbroken door een donkere vlek tussen het oog en de snavel. De keel en de onderstaartdekveren zijn geel, de rest van borst en buik zijn grijs en de poten zijn ook grijs.

## Verspreiding en leefgebied
Deze soort is endemisch op het eiland Ambon in de zuidelijke Molukken. Het leefgebied bestaat uit natuurlijk bos, maar ook gebieden met alleen struikgewas en tuinen in laagland tot op 300 meter boven zeeniveau. 

## Status
De grootte van de populatie is niet gekwantificeerd maar de soort wordt omschreven als vrij algemeen. Op de Rode lijst van de IUCN heeft deze soort de status niet bedreigd.